# 舞濱站
舞濱站（日语：／ Maihama eki */?）是位於日本千葉縣浦安市舞濱，屬於東日本旅客鐵道（JR東日本）京葉線的鐵路車站。
該站位於東京迪士尼度假區內。車站編號是JE 07。
除了京葉線的列車外，還有途經西船橋站直通的武藏野線列車停靠。
此站是與迪士尼度假區線（度假區總站）的轉乘站。

## 車站構造
島式月台1面2線高架車站。
月台有效長度為10輛。開業時上下行列車的停車位置相同，均停靠月台中段。2020年，為了緩解月台擁擠情況，月台被延長了100米（於2021年12月完成），並把停車位置變更為行駛方向的後端（2022年1月29日實施）。列車不停靠的位置則設置了柵欄防止旅客在該處候車。

### 月台配置
| 月台 | 路線     | 方向 | 目的地                                           |
| ---- | -------- | ---- | ------------------------------------------------ |
| 1    | 京葉線   | 下行 | 海濱幕張、蘇我、上總一之宮、君津、勝浦、成東方向 |
| 1    | 武藏野線 | -    | 西船橋、新松戶、南浦和方向                       |
| 2    | 京葉線   | 上行 | 新木場、東京方向                                 |

（來源：JR東日本：車站構內圖 （页面存档备份，存于））

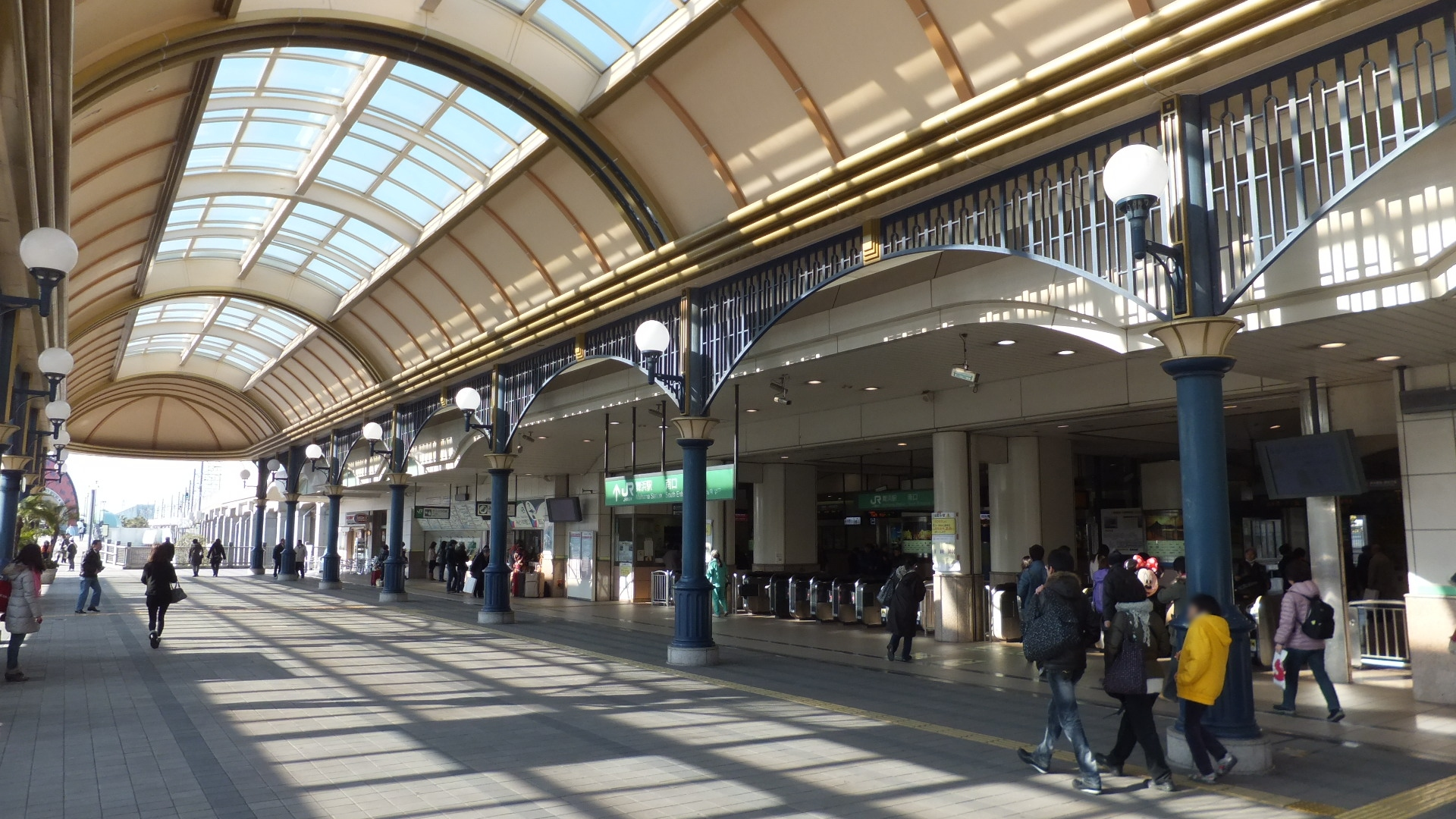
大屋頂覆蓋的南口（2012年2月）
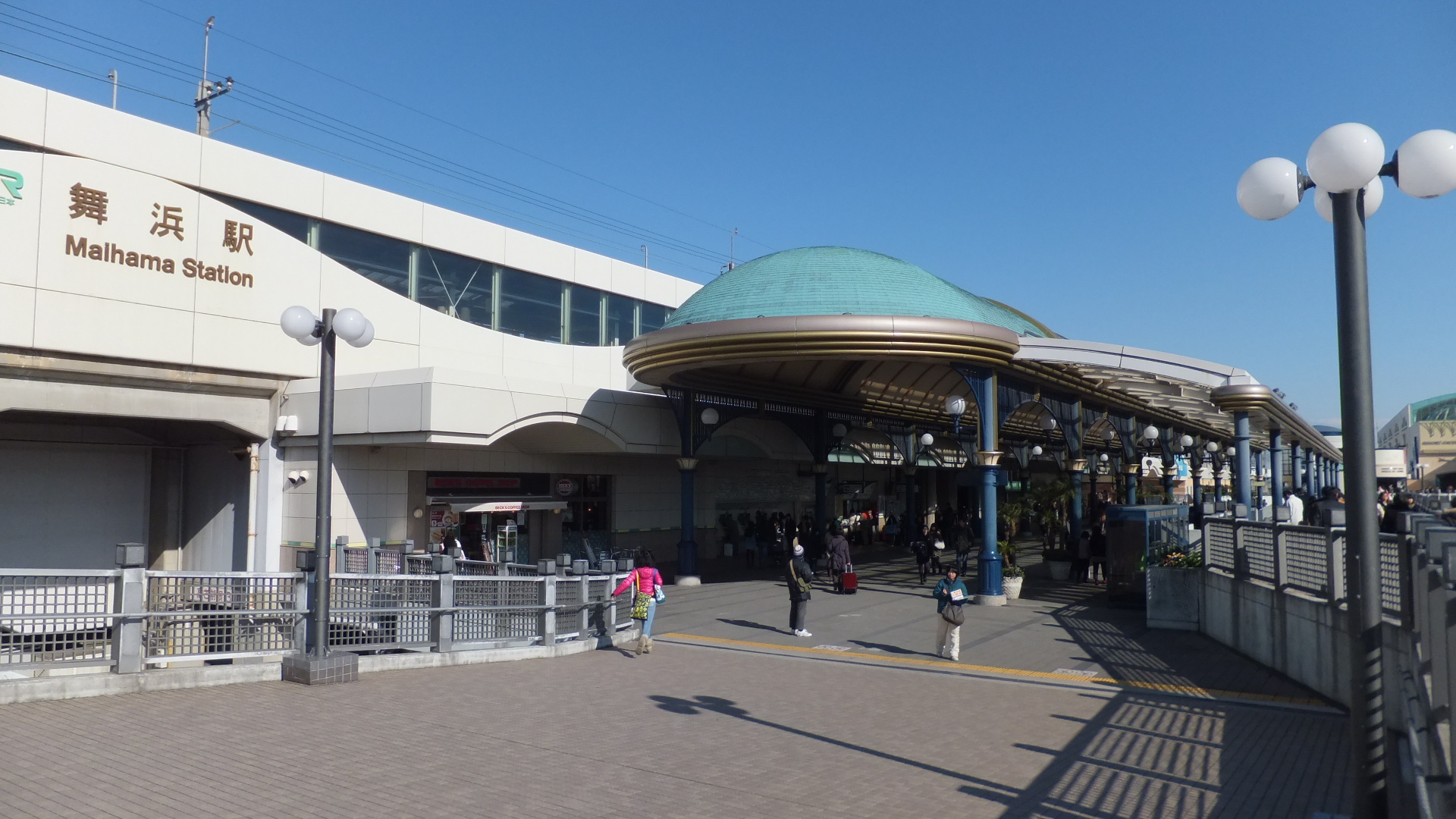
南口2樓（2012年2月）
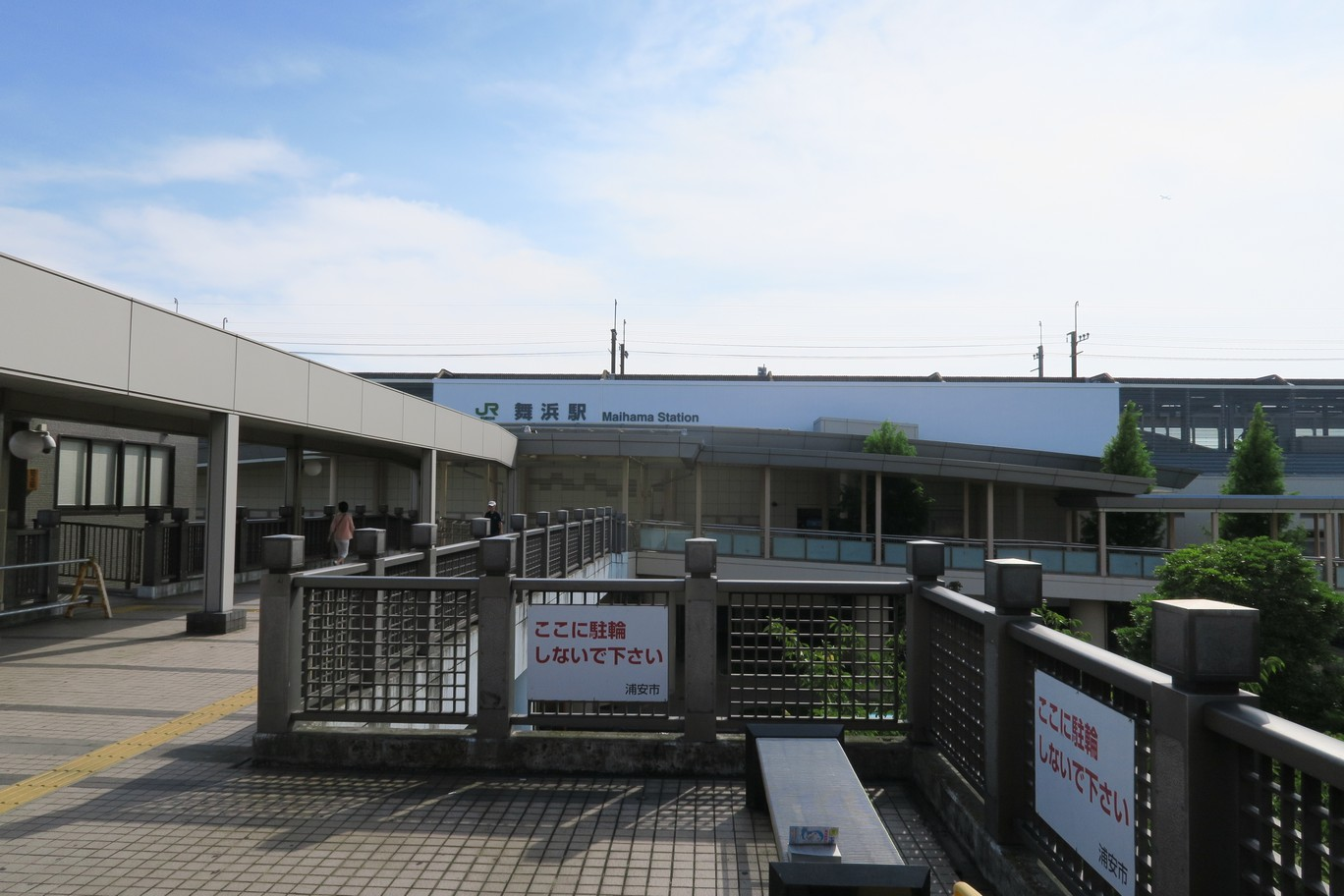
北口（2015年9月）
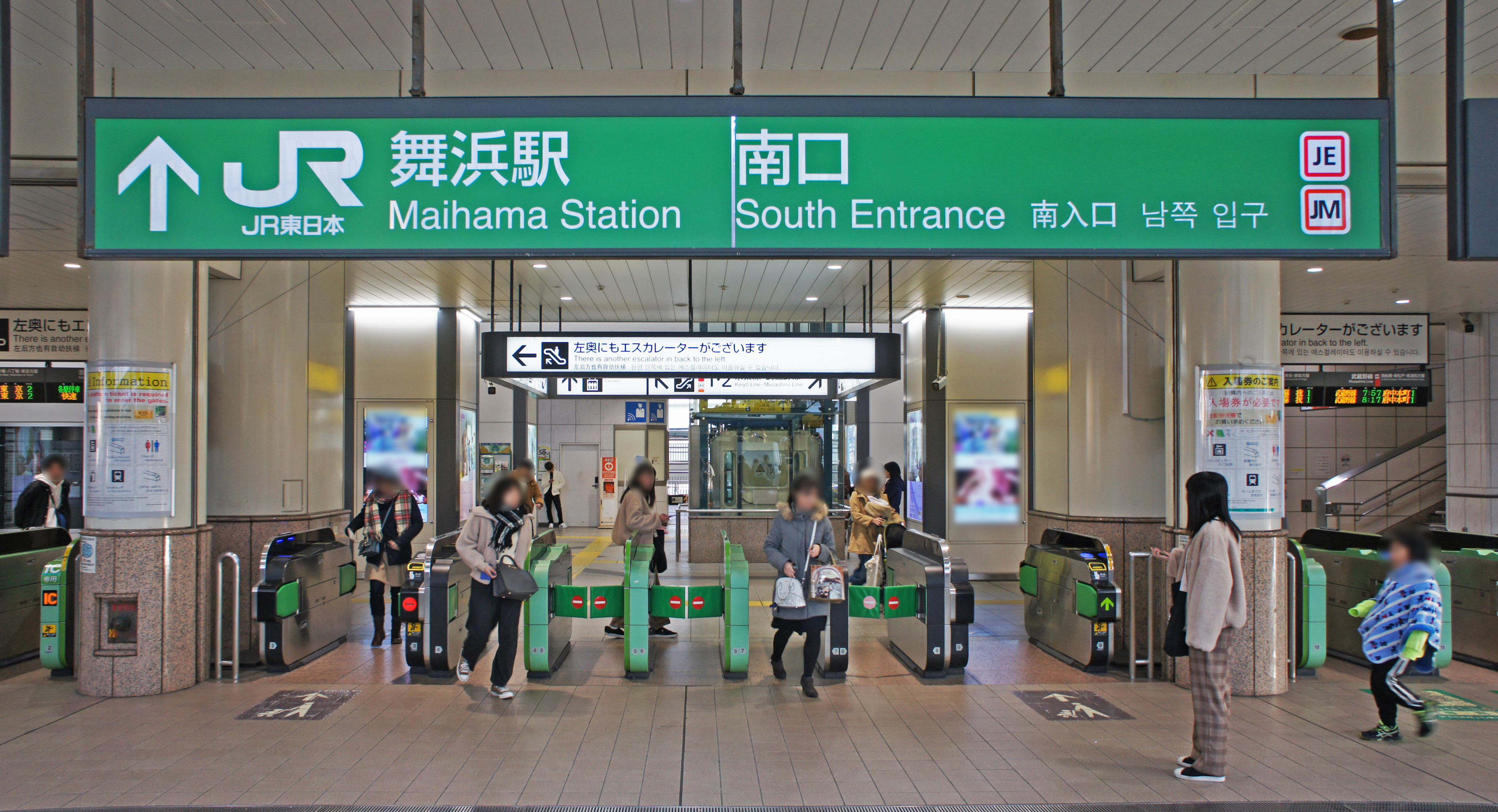
南口閘口（2019年12月）
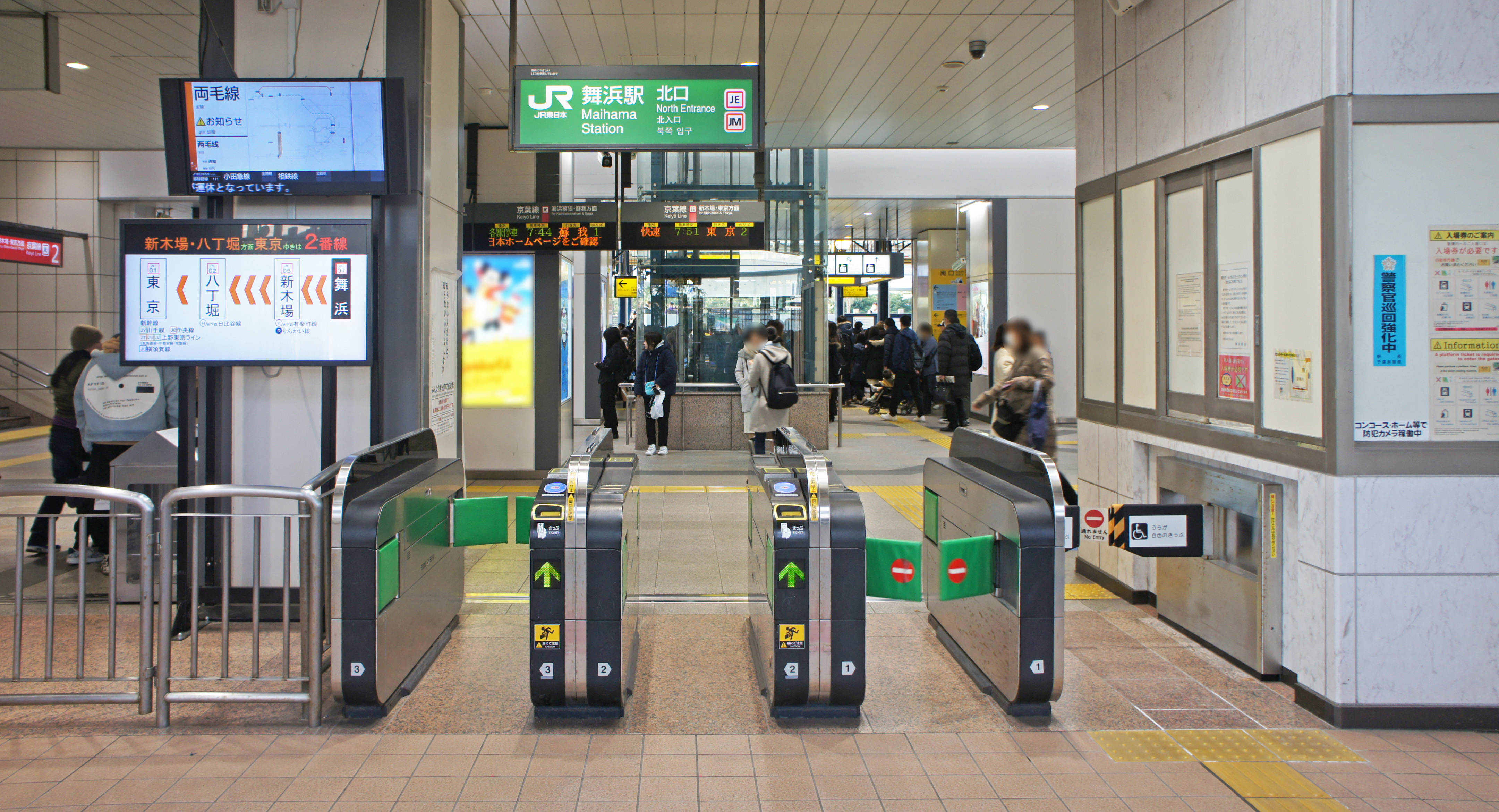
北口閘口（2019年12月）
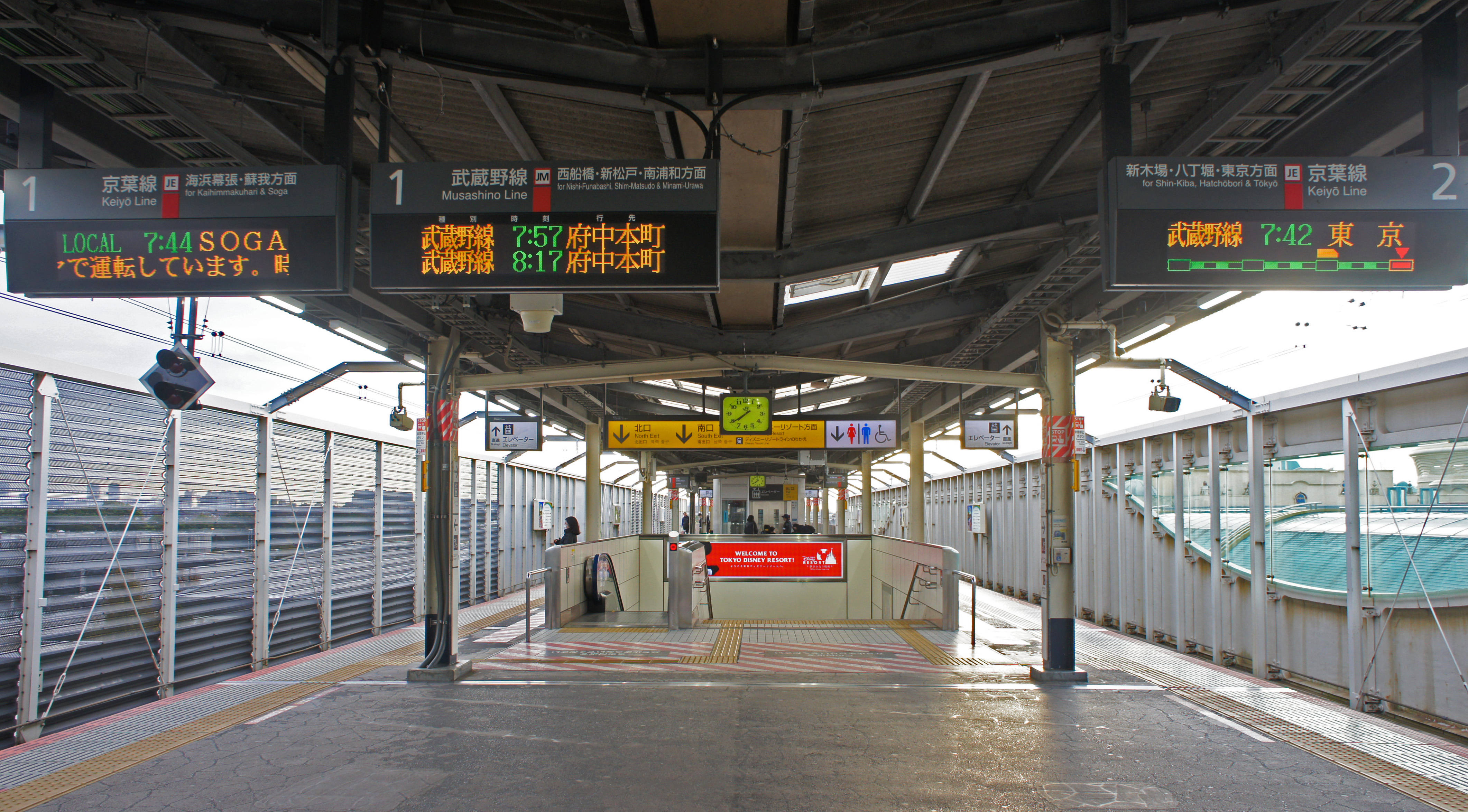
月台（2019年12月）

## 利用狀況
2019年（令和元年）度的1日平均上車人次為78,811人。
JR東日本在千葉縣內車站中次於松戶站（約100,000人）排行第7位，京葉線內次於東京站、西船橋站排行第3位（JR東日本全體第57位）。

### 各年度1日平均上車人次（1988年 - 2000年）
開業以後的1日平均上車人次的推移如下表。
| 年度               | 1日平均上車人次 | 1日平均上車人次 | 1日平均上車人次 | 來源              |
| 年度               | 定期外          | 定期            | 合計            | 來源              |
| ------------------ | --------------- | --------------- | --------------- | ----------------- |
| 1988年（昭和63年） | 8,980           | 4,483           | 13,463          | [ 千葉県統計 1 ]  |
| 1989年（平成元年） | 12,826          | 6,779           | 19,605          | [ 千葉県統計 2 ]  |
| 1990年（平成02年） | 21,540          | 9,614           | 31,154          | [ 千葉県統計 3 ]  |
| 1991年（平成03年） | 22,991          | 10,455          | 33,446          | [ 千葉県統計 4 ]  |
| 1992年（平成04年） | 23,329          | 11,119          | 34,448          | [ 千葉県統計 5 ]  |
| 1993年（平成05年） | 23,696          | 11,359          | 35,055          | [ 千葉県統計 6 ]  |
| 1994年（平成06年） | 22,346          | 11,546          | 33,892          | [ 千葉県統計 7 ]  |
| 1995年（平成07年） | 24,142          | 12,486          | 36,628          | [ 千葉県統計 8 ]  |
| 1996年（平成08年） | 24,479          | 13,469          | 37,948          | [ 千葉県統計 9 ]  |
| 1997年（平成09年） | 23,727          | 13,971          | 37,698          | [ 千葉県統計 10 ] |
| 1998年（平成10年） | 25,089          | 15,197          | 40,286          | [ 千葉県統計 11 ] |
| 1999年（平成11年） | 24,616          | 16,561          | 41,177          | [ 千葉県統計 12 ] |
| 2000年（平成12年） | 29,800          | 19,960          | 49,760          | [ 千葉県統計 13 ] |

### 各年度1日平均上車人次（2001年以後）
| 年度               | 1日平均上車人次 | 1日平均上車人次 | 1日平均上車人次 | 來源              |
| 年度               | 定期外          | 定期            | 合計            | 來源              |
| ------------------ | --------------- | --------------- | --------------- | ----------------- |
| 2001年（平成13年） | 36,264          | 23,529          | 59,793          | [ 千葉県統計 14 ] |
| 2002年（平成14年） | 36,585          | 23,990          | 60,575          | [ 千葉県統計 15 ] |
| 2003年（平成15年） | 37,660          | 25,152          | 62,812          | [ 千葉県統計 16 ] |
| 2004年（平成16年） | 37,099          | 25,957          | 63,056          | [ 千葉県統計 17 ] |
| 2005年（平成17年） | 36,010          | 26,510          | 62,520          | [ 千葉県統計 18 ] |
| 2006年（平成18年） | 37,333          | 26,781          | 64,114          | [ 千葉県統計 19 ] |
| 2007年（平成19年） | 37,606          | 27,183          | 64,789          | [ 千葉県統計 20 ] |
| 2008年（平成20年） | 40,148          | 28,620          | 68,768          | [ 千葉県統計 21 ] |
| 2009年（平成21年） | 37,751          | 28,751          | 66,502          | [ 千葉県統計 22 ] |
| 2010年（平成22年） | 36,258          | 28,370          | 64,628          | [ 千葉県統計 23 ] |
| 2011年（平成23年） | 36,477          | 27,421          | 63,698          | [ 千葉県統計 24 ] |
| 2012年（平成24年） | 39,871          | 28,880          | 68,751          | [ 千葉県統計 25 ] |
| 2013年（平成25年） | 46,427          | 30,068          | 76,495          | [ 千葉県統計 26 ] |
| 2014年（平成26年） | 47,804          | 29,225          | 77,029          | [ 千葉県統計 27 ] |
| 2015年（平成27年） | 48,193          | 29,275          | 77,469          | [ 千葉県統計 28 ] |
| 2016年（平成28年） | 49,078          | 29,198          | 78,277          | [ 千葉県統計 29 ] |
| 2017年（平成29年） | 49,951          | 29,111          | 79,063          | [ 千葉県統計 30 ] |
| 2018年（平成30年） | 53,364          | 29,793          | 83,157          |                   |
| 2019年（令和元年） | 48,858          | 29,953          | 78,811          |                   |

備註
1. ↑  2001年9月4日、東京ディズニーシー開園。

## 車站周邊
- 東京迪士尼渡假區
  - 東京迪士尼渡假區迎賓中心
  - 伊克斯皮兒莉購物商場
  - 迪士尼渡假區線 度假區總站（連接伊克斯皮兒莉購物商場）
  - 東京迪士尼樂園
  - 東京迪士尼海洋
  - 旅途愉快商店
  - 太陽劇團東京劇場
  - Oriental Land總部

### 公車路線
「舞濱站前」停留所（東京ベイシティ交通）

## 歷史
- 1988年（昭和63年）12月1日－車站開業。
- 1999年（平成11年）－獲選為關東車站百選（第3輪）。
- 2001年（平成13年）
  - 7月23日－完成車站改建工程，同日北口啟用。
  - 11月18日－智能卡系統Suica啟用。
- 2004年（平成16年）6月14日－引入發車音樂。
- 2009年（平成21年）8月1日－完成洗手間改建工程，增設無障礙洗手間。

### 站名由来
本站開業之際，因本站鄰近當時剛開業的東京迪士尼樂園，同時因本站實際位於千葉縣浦安市而不在東京都範圍，東日本旅客鐵道（JR東日本）原計劃將本站命名為除去“東京”二字的迪士尼樂園站，得到相關自治体的認可。但华特迪士尼公司方面擔憂，如果車站周邊部分與迪士尼樂園無關的商業設施，例如風俗店等，標注上“迪士尼樂園站前店”的名稱，會損害迪士尼樂園的形象，因此反對該車站命名。最終，結合當地居民的意見，車站以所在地名“舞濱”命名為舞濱站。

## 相鄰車站
東日本旅客鐵道
 京葉線
■通勤快速
通過
■快速
新木場（JE 05）－舞濱（JE 07）－新浦安（JE 08）
■各站停車（包括直通武藏野線）
葛西臨海公園（JE 06）－舞濱（JE 07）－新浦安（JE 08）

### 使用情況
JR1日平均使用人數
1. ↑  各駅の乗車人員 （页面存档备份，存于） - JR東日本

JR東日本1999年度以後的上車人次
1. ↑  各駅の乗車人員（1999年度） （页面存档备份，存于） - JR東日本
2. ↑  各駅の乗車人員（2000年度） （页面存档备份，存于） - JR東日本
3. ↑  各駅の乗車人員（2001年度） （页面存档备份，存于） - JR東日本
4. ↑  各駅の乗車人員（2002年度） （页面存档备份，存于） - JR東日本
5. ↑  各駅の乗車人員（2003年度） （页面存档备份，存于） - JR東日本
6. ↑  各駅の乗車人員（2004年度） （页面存档备份，存于） - JR東日本
7. ↑  各駅の乗車人員（2005年度） （页面存档备份，存于） - JR東日本
8. ↑  各駅の乗車人員（2006年度） （页面存档备份，存于） - JR東日本
9. ↑  各駅の乗車人員（2007年度） （页面存档备份，存于） - JR東日本
10. ↑  各駅の乗車人員（2008年度） （页面存档备份，存于） - JR東日本
11. ↑  各駅の乗車人員（2009年度） （页面存档备份，存于） - JR東日本
12. ↑  各駅の乗車人員（2010年度） （页面存档备份，存于） - JR東日本
13. ↑  各駅の乗車人員（2011年度） （页面存档备份，存于） - JR東日本
14. 1 2 3  各駅の乗車人員（2012年度） （页面存档备份，存于） - JR東日本
15. 1 2 3  各駅の乗車人員（2013年度） （页面存档备份，存于） - JR東日本
16. 1 2 3  各駅の乗車人員（2014年度） （页面存档备份，存于） - JR東日本
17. 1 2 3  各駅の乗車人員（2015年度） （页面存档备份，存于） - JR東日本
18. 1 2 3  各駅の乗車人員（2016年度） （页面存档备份，存于） - JR東日本
19. 1 2 3  各駅の乗車人員（2017年度） （页面存档备份，存于） - JR東日本
20. 1 2 3  各駅の乗車人員（2018年度） （页面存档备份，存于） - JR東日本
21. 1 2 3  各駅の乗車人員（2019年度） （页面存档备份，存于） - JR東日本

JR的統計資料
1. 1 2  浦安市統計書 （页面存档备份，存于） - 浦安市

千葉縣統計年鑑
1. ↑  平成元年 的存檔，存档日期2016-08-26.
2. ↑  平成2年 的存檔，存档日期2016-08-26.
3. ↑  平成3年 的存檔，存档日期2016-08-26.
4. ↑  平成4年 的存檔，存档日期2016-08-26.
5. ↑  平成5年 的存檔，存档日期2016-08-26.
6. ↑  平成6年 的存檔，存档日期2016-08-26.
7. ↑  平成7年 的存檔，存档日期2016-08-26.
8. ↑  平成8年 的存檔，存档日期2016-08-26.
9. ↑  平成9年 的存檔，存档日期2016-08-26.
10. ↑  平成10年 的存檔，存档日期2016-08-26.
11. ↑  平成11年 的存檔，存档日期2016-08-26.
12. ↑  .   [2017-07-20]. （原始内容存档于2017-09-30）.
13. ↑  .   [2017-07-20]. （原始内容存档于2017-09-30）.
14. ↑  .   [2017-07-20]. （原始内容存档于2017-09-30）.
15. ↑  .   [2017-07-20]. （原始内容存档于2017-09-30）.
16. ↑  .   [2017-07-20]. （原始内容存档于2017-09-30）.
17. ↑  .   [2017-07-20]. （原始内容存档于2017-09-30）.
18. ↑  平成18年 的存檔，存档日期2016-08-26.
19. ↑  平成19年 的存檔，存档日期2016-08-26.
20. ↑  平成20年 的存檔，存档日期2017-08-30.
21. ↑  .   [2017-12-25]. （原始内容存档于2017-08-30）.
22. ↑  .   [2017-12-25]. （原始内容存档于2017-08-30）.
23. ↑  .   [2017-12-25]. （原始内容存档于2017-08-30）.
24. ↑  .   [2017-12-25]. （原始内容存档于2017-08-30）.
25. ↑  .   [2017-12-25]. （原始内容存档于2017-08-30）.
26. ↑  .   [2017-12-25]. （原始内容存档于2017-08-11）.
27. ↑  .   [2017-12-25]. （原始内容存档于2017-08-11）.
28. ↑  .   [2017-12-25]. （原始内容存档于2017-08-11）.
29. ↑  .   [2020-07-29]. （原始内容存档于2020-04-24）.
30. ↑  .   [2020-07-29]. （原始内容存档于2020-04-24）.

## 外部連結
- 車站資訊（舞濱）：東日本旅客鐵道

35°38′10.7″N 139°53′0″E / 35.636306°N 139.88333°E